# Pietraszki (Gołdap)
Pietraszki (deutsch Petrelskehmen, 1938 bis 1945 Peterkeim) ist ein Ort in der polnischen Woiwodschaft Ermland-Masuren, der zur Stadt- und Landgemeinde Gołdap (Goldap) im Kreis Gołdap gehört.

## Geographische Lage
Pietraszki liegt im Nordosten der Woiwodschaft Ermland-Masuren, westlich des 190 Meter hohen Babia Góra (Bobkalnis). Die frühere und jetzt auf russischem Staatsgebiet gelegene Kreisstadt Darkehmen (1938 bis 1945: Angerapp, russisch: Osjorsk) liegt 15 Kilometer nordwestlich, während die jetzige Kreismetropole Gołdap (Goldap) in östlicher Richtung neun Kilometer entfernt ist.

## Geschichte
Der kleine später Petrelskehmen genannte Ort hieß vor 1785 Pietraschen. Er bestand vor 1945 aus mehreren kleinen Höfen.
Vonn 1874 bis 1945 war das Dorf in den Amtsbezirk Abschermeningken (polnisch: Obszarniki) eingegliedert, der – im Jahre 1933 umbenannt in „Amtsbezirk Almental“ – zum Kreis Darkehmen (ab 1938: Landkreis Angerapp) im Regierungsbezirk Gumbinnen der preußischen Provinz Ostpreußen gehörte.
90 Einwohner waren im Jahr 1910 in Petrelskehmen gemeldet. Ihre Zahl verringerte sich bis 1925 auf 83, betrug 1933 noch 75 und belief sich 1939 auf 81.
Am 3. Juni 1938 wurde Petrelskehmen aus politisch-ideologischen Gründen der Vermeidung fremdländisch klingender Ortsnamen in „Peterkeim“ umbenannt.
In Kriegsfolge kam das Dorf 1945 mit dem südlichen Ostpreußen zu Polen und erhielt die polnische Namensform „Pietraszki“. Zwischen 1945 und 1975 gehörte der Ort zum Kreis Węgorzewo (Angerburg) in der Woiwodschaft Olsztyn (Allenstein). Heute ist der Ort Sitz eines Schulzenamtes (polnisch: Sołectwo) und ein Ortsteil der Stadt- und Landgemeinde Gołdap im Powiat Gołdapski, bis 1998 der Woiwodschaft Suwałki, seither der Woiwodschaft Ermland-Masuren zugehörig.

## Religionen
Mehrheitlich war die Bevölkerung Petrelskehmens resp. Peterkeims vor 1945 evangelischer Konfession. Das Dorf war in das Kirchspiel des heute in Russland liegenden Kleszowen (1936 bis 1938: Kleschowen, 1938 bis 1946: Kleschauen, russisch: Kutusowo) eingepfarrt. Es gehörte zum Kirchenkreis Darkehmen/Angerapp in der Kirchenprovinz Ostpreußen der Kirche der Altpreußischen Union. Aufgrund von Flucht und Vertreibung der Einwohner sowie der polnisch-russischen Grenzziehung kam das kirchliche Leben vor Ort zum Erliegen.
Nach 1945 siedelten sich fast ausnahmslos katholische polnische Neubürger an. Sie gehören – wie die deutschen Katholiken auch schon vor 1945 – zur Pfarrei in Gołdap. Sie ist jetzt Teil des Dekanats Gołdap im Bistum Ełk (Lyck) der Katholischen Kirche in Polen. Auch die – wenigen – evangelischen Kirchenglieder sind jetzt nach Gołdap orientiert. Die Kirchengemeinde dort ist eine Filialgemeinde von Suwałki in der Diözese Masuren der Evangelisch-Augsburgischen Kirche in Polen.

## Verkehr
Pietraszki liegt an einer Nebenstraße, die von dem bereits zu Banie Mazurskie gehörenden Orten Rogale (Rogahlen, 1938 bis 1945 Gahlen (Ostpr.)) und Jagoczany (Jagotschen, 1938 bis 1945 Gleisgarben) in Richtung Mażucie (Masutschen, 1938 bis 1945 Obenhofen (Ostpr.)) an der polnisch-russischen Staatsgrenze führt.